# Clemensia alembis
Clemensia alembis är en fjärilsart som beskrevs av Dyar 1910. Clemensia alembis ingår i släktet Clemensia och familjen björnspinnare. Inga underarter finns listade i Catalogue of Life.